# Orchideoidní mykorhiza
Orchideoidní mykorhiza je symbiotické soužití mezi kořeny rostlin z čeledi Orchidaceae a převážně stopkovýtrusnými houbami. Je to druh endomykorhizy. Mezi stopkovýtrusné houby, které vstupují do orchideoidní mykorhizy, patří Tulasnella, Sebacina, Thanatephorus, Ceratobasidium, Armillaria a další druhy.
Při klasické orchideoidní mykorhize pronikají houbová vlákna do buněk primární kůry v kořeni hostitele a tvoří v nich smotky (pelotons), které jsou postupně rostlinnými enzymy stráveny, a mají tak pouze omezenou životnost.

## Mykotrofie
Rostliny někdy tento druh symbiózy zneužijí a začnou parazitovat na houbě. Tomuto soužití, z něhož houba prospěch nemá, se říká mykotrofie. Jejich semena totiž nemají téměř žádné zásobní látky a v prvních týdnech klíčení potřebují živiny odebírat od svých symbiotických hub. Tím se otáčí směr proudění floému - živiny se při mykotrofii přesunují od houby k rostlině. Houba však musí někde organické látky získávat - a to buď od jiné rostliny (často dřeviny), s kterou tvoří ektomykorhizní svazek, nebo se musí houba vyživovat saprotrofně.
Mykotrofně se nevyživují pouze klíčící orchideje, ale i rostliny, které byly dříve považovány za saprofyty. Jsou to hlístník hnízdák (Neottia nidus-avis), kruštíky či hnilák smrkový (Monotropa hypopitys). Poslední jmenovaný tvoří zvláštní druh mykorhizy, tzv. monotropoidní mykorhizu.